# Диас Кардосо, Ана Мерседес
Ана Мерседес Диас Кардозо (исп. Ana Mercedes Díaz Cardozo; род. 24 марта 1960, Каракас, Венесуэла) — венесуэльский юрист, эксперт по выборам. С 1991 по 2004 год занимала должности заместителя генерального директора, а затем генерального директора политических партий Национального избирательного совета Венесуэлы.

## Краткая биография
Ана Диас родилась 24 марта 1960 года в Каракасе, Венесуэла. Получила юридическое образование в Университете Святой Марии в Каракасе. Затем проходила обучение по направлению «административное право» в Центральном университете Венесуэлы.
Ана Диас работала в Национальном избирательном совете Венесуэлы (до 1997 года назывался: Высший избирательный совет), высшем избирательном органе Венесуэлы, в течение 25 лет с 1979 по 2004 год. В 1989 году она начала работать в Дирекции политических партий. В 1991 году была назначена заместителем генерального директора, затем в 2003 году — генеральным директором политических партий.
В 2004 году она была уволена из Национального избирательного совета после того, как заявила о мошенничестве в ходе референдума 2004 года. Затем она эмигрировала в США, где постоянно проживает. Ана Диас заявляет, что мошенничество, фальсификации и правонарушения являются обычным явлением в избирательной системе Венесуэлы с 2004 года по настоящее время.
В октябре 2017 года ряд венесуэльских юристов и адвокатов, в том числе Бланка Мармоль и Ана Диас, направили обращение в Верховный трибунал юстиции Венесуэлы. Они потребовали прекратить подготовку к предстоящим региональным выборам в середине октября из-за неконституционной процедуры объявления выборов.
Ана Диас была независимым наблюдателем на всеобщих выборах в Эквадоре в феврале 2017 года. Заявила о фальсификациях в ходе выборов, что вызвало критику со стороны Национального избирательного совета Эквадора. В конце 2018 года и начале 2019 года Ана Диас давала комментарии о возможных фальсификациях в ходе выборов и возможных изменениях в избирательной системе в Испании.
24 июня 2018 года Ана Диас стала председателем правительства «Космического королевства Асгардия». В сферу ее полномочий входит руководство исполнительным органом Асгардии, организация деятельности и определение приоритетных областей работы правительства. «Рождение новой космической нации Асгардия» было объявлено 12 октября 2016 года на пресс-конференции в Париже, Франция.